# Cristian Roldan
Cristian Roldan (Artesia, 3 de junho de 1995) é um futebolista estadunidense que atua como meio-campo. Atualmente joga pelo Seattle Sounders FC.

## Títulos
Seattle Sounders FC
- MLS Cup: 2016 e 2019
- Liga dos Campeões da CONCACAF: 2022

Seleção Estadunidense
- Copa Ouro da CONCACAF: 2017 e 2021